# Кізеляни
Кізеляни (пол. Kizielany) — село в Польщі, у гміні Янув Сокульського повіту Підляського воєводства.
Населення — 99 осіб (2011).
У 1975-1998 роках село належало до Білостоцького воєводства.

## Демографія
Демографічна структура станом на 31 березня 2011 року:
|          | Загалом | Допрацездатний вік | Працездатний вік | Постпрацездатний вік |
| -------- | ------- | ------------------ | ---------------- | -------------------- |
| Чоловіки | 56      | 11                 | 41               | 4                    |
| Жінки    | 43      | 7                  | 22               | 14                   |
| Разом    | 99      | 18                 | 63               | 18                   |